# Cnemaspis sundagekko
Espèce
Cnemaspis sundagekko est une espèce de geckos de la famille des Gekkonidae.

## Répartition
Cette espèce est endémique de pulau Siantan dans les îles Anambas en Indonésie.

## Description
Les mâles mesurent jusqu'à 65,6 mm et les femelles jusqu'à 68,0 mm.

## Publication originale
- Grismer, Wood, Anuar, Riyanto, Ahmad, Muin, Sumontha, Grismer, Onn, Quah & Pauwels, 2014 : Systematics and natural history of Southeast Asian Rock Geckos (genus Cnemaspis Strauch, 1887) with descriptions of eight new species from Malaysia, Thailand, and Indonesia. Zootaxa, no 3880 (1), p. 1–147.